# Jaromír Vondra
Jaromír "Šroub" Vondra (* 11. leden 1953) je kontrabasistou a zpěvákem trampské skupiny Hop Trop, kterou s Ladislavem Huberťákem Kučerou a Jaroslavem Samsonem Lenkem založil roku 1980. Jako baskytarista působil také ve skupině Máci.